# I Will Follow You into the Dark
"I Will Follow You into the Dark" is een single van de Amerikaanse band Death Cab for Cutie. Het nummer werd uitgebracht als de vijfde track op het album Plans uit 2005. Het nummer werd uitgebracht als single in 2006.

## Achtergrond
I Will Follow You into the Dark is geschreven door Ben Gibbard en geproduceerd door Chris Walla. Het nummer behaalde de 66e positie in de UK Singles Chart. Zowel de zang en het gitaarspel op het nummer zijn van Ben Gibbard, maar het is toch toegeschreven aan de band. Het nummer gaat over liefde en dood. Het nummer wordt regelmatig gedraaid op begrafenissen. Schrijver en zanger Ben Gibbard noemde dat hij denkt waarom mensen het nummer mooi vinden dat het een feit is dat iedereen nou eenmaal iedereen verliest in hun leven, of nou de andere of degene zelf doodgaat. Het lied vertelt over hetgeen wat komt na de dood, ondanks dat Ben Gibbard niet in de hel of hemel geloofd.

## Prijzen
I Will Follow You into the Dark werd genomineerd voor een Grammy in de categorie Best Pop Duo/Group Performance in 2006. Het nummer won deze Grammy overigens niet. 